# Roland Endler
Roland Endler (* 18. Juni 1913; † 27. August 2003 in München) war ein deutscher Unternehmer und Sportfunktionär. Der Fabrikant aus dem niederrheinischen Neuss, der seinen privaten Lebensmittelpunkt in der bayerischen Landeshauptstadt München hatte, bekleidete von 1958 bis 1962 das Amt des Präsidenten des FC Bayern München, den er durch sein Mäzenatentum vor einem möglichen Bankrott bewahrte. Er machte sich unter anderem auch um den seinerzeitigen brasilianischen Weltklasseverein FC Santos verdient und war ein persönlicher Freund von dessen Weltstar Pelé. Seine Betreuung bei dessen erster Hochzeitsreise machte 1966 weltweit Schlagzeilen.

## Leben und Wirken
Der vermögende Unternehmer Roland Endler war mit den Neusser Firmen Elektro-Schweiß-Industrie GmbH und Neue Schweißtechnik Roland Endler GmbH verbunden, die 1987, bzw. 1988 Konkursverfahren anheimfielen (ob er dann noch was mit den Firmen zu tun hatte, bleibt zu eruieren). Zum Mittelpunkt seiner privaten und gesellschaftlichen Aktivitäten wurde aber spätestens in den 1950er Jahren die bayerische Landeshauptstadt München, in der er schließlich sesshaft werden sollte.

### Hilfe für Hermann Graf
Endlers lange bestehende Leidenschaft für den Sport, insbesondere den Fußball war bekannt. Auf Bitte von Sepp Herberger stellte er beispielsweise den von der Kriegsgefangenschaft heimgekehrten Hermann Graf – ein hochdekorierter Kampfflieger des Zweiten Weltkrieges, der 1943 die von Herberger trainierte Militär-Fußballmannschaft Rote Jäger begründete, wo neben anderen auch Fritz Walter und Hermann Eppenhoff spielten – in seiner Stuttgarter Niederlassung ein, wo dieser letztendlich zum Leiter aufstieg. Graf fand aufgrund seiner politischen Ansichten keine Aufnahme in die üblichen Seilschaften.

### Präsidentschaft beim FC Bayern
Unter der seit 1955 währenden Präsidentschaft von Alfred Reitlinger war der Oberligist FC Bayern München, damals ein Verein mit etwa 2500 Mitgliedern, 1956, nach einem Jahr in der 2. Liga, wieder aufgestiegen und wurde 1957 erstmals DFB-Pokalsieger und zuletzt Siebter in der Oberliga. Doch die finanzielle Situation des Vereins war prekär, man wollte 1957 sogar wegen der Reisekosten ursprünglich nicht am Pokalwettbewerb teilnehmen, und das Wort Zahlungsunfähigkeit stand im Raum.
Roland Endler, bislang im Spielausschuss des Vereins tätig, bot an, bei der Bereinigung der Notlage substantiell behilflich zu sein und wurde im April 1958 gegen Widerstand von Reitlinger, dem in der stürmisch verlaufenen Jahreshauptversammlung massive Vorwürfe gemacht wurden, in Abwesenheit zum Präsidenten gewählt. Endler nahm die Wahl per Telegramm an. Als personelle Randnotiz erwähnenswert war die Ernennung des Steuerberaters Willi O. Hoffmann, gerade erst dem Verein beigetreten war und später selbst Präsident, zum Schriftführer. Bei einer bald anberaumten Buchprüfung wurde einem dem Vertragsspielerstatut zuwiderlaufende Überzahlung von Spielern in den vergangenen Jahren festgestellt und vom Verein selbst beim DFB zur Anzeige gebracht, um mögliche juristische Konsequenzen für die derzeitige Vereinsführung auszuschließen, was am Ende zu einer Geldstrafe für den Verein und einem Abzug von vier Punkten effektiv in der Saison 1959/60 zur Folge hatte.
Anstelle von Willibald Hahn übernahm ab der Saison 1958/59 der Österreicher Adolf Patek, vormals Pokalsieger und Vizemeister mit dem Karlsruher SC, das Training in München. Die Mannschaft wurde unter anderem durch den Weltmeister von 1954 Karl Mai, dem Exil-Ungarn Jozsef Zsamboki, der in 43 Ligaspielen 24-mal treffen sollte, und dem aus den eigenen Reihen kommenden Talent Peter Grosser, der gleich in seiner ersten Saison in 24 von 30 Saisonspielen 15 Tore erzielte, verstärkt. Die Mannschaft beendete die Saison als Vierter, was die beste Platzierung seit 1949 war. Zur Saison darauf kam unter anderem Willi Giesemann, der einziger Bayern-Vertreter bei der Weltmeisterschaft 1962 sein sollte, vom Volkswagen-Klub VfL Wolfsburg. Volkswagen war weiland ein großer Kunde für Endlers Schweißgeräte. Zum Saisonabschluss wäre der FC Bayern sogar Dritter geworden wenn der vorgenannte Punktabzug nicht zum Tragen gekommen wäre. So wurde Bayern nur Fünfter.
Zur Saison 1960/61 wurde die Mannschaft durch den Jugendnationalspieler und späteren Bayern-Kapitän Werner Olk von SV Arminia Hannover, B-Nationalspieler Karl Borutta von Schalke 04 und dem 35-fachen jugoslawischen Nationalstürmer und besten Torschützen im Europapokal der Landesmeister 1955/56 Miloš Milutinović – dem er die Behandlung einer lebensbedrohenden Lungenkrankheit finanzierte – ergänzt. Bayern wurde in jener Saison aber nur Achter. Zum Abschluss der Saison gastierte der Weltklasseverein FC Santos im Stadion an der Grünwalder Straße. Bei der 2:3-Niederlage gab Torhüter Árpád Fazekas seine Abschiedsvorstellung und auf der Bank saß erstmals der neue Coach Helmut Schneider, mit Borussia Dortmund 1956 und 1957 deutscher Meister, der den beim Publikum ungeliebten Patek ablöste. Die Begegnung mit Santos war auch exemplarisch für die zahlreichen internationalen Vereinsspiele, zu denen Bayern unter Endler antrat.
Die Saison 1961/62 beendete der FC Bayern mit einem 3:3 beim VfR Mannheim (nach einer 3:0-Halbzeitführung) am 15. April 1962 nur drei Punkte hinter dem Ersten, dem 1. FC Nürnberg, und erreichte damit seinen besten Saisonabschluss nach dem Krieg. Roland Endlers Amtszeit als Präsident des FC Bayern endete am 27. April 1962 mit der Wahl des Bauunternehmers Wilhelm Neudecker, unter dessen Ägide der Verein in den folgenden eineinhalb Jahrzehnten Weltgeltung erlangen sollte. Endler, der sich bei der Wahl nicht zur Verfügung stellte, wurde in Anerkennung seiner Verdienste gleichzeitig Ehrenpräsident der Bayern.
Es heißt, dass Endler, der möglicherweise beim FC Bayern gewisse Limitationen verspürte, sich für ein Jahr eine Auszeit genehmigen wollte, in der er sich, abgesehen von geschäftlichen Projekten, weitläufigeren Interessen widmen konnte. Eine Rückkehr ins Amt bei dem Verein, bei dem er doch erhebliche Ressourcen investierte, um dessen Existenz zu sichern, soll ein wesentlicher Aspekt seines Amtsverzichts gewesen sein. Neudecker wurde entsprechend auch vielfach als Übergangslösung angesehen. Bald kam es zu einem unwiderkehrbaren Zerwürfnis und noch im November erklärte Endler seinen Austritt aus dem FC Bayern und den Verzicht auf die Ehrenpräsidentschaft. Gründe wurden weder von Endler noch vom Verein bekanntgegeben. Die Sache ging so weit, dass gemutmaßt wurde, dass Peter Grosser die Vertragsverlängerung verweigert wurde, weil er im Münchner Auslieferungslager von Endlers Firma angestellt war. Er ging dann für 50.000 Mark zum TSV 1860, mit dem er große Erfolge feiern sollte und wurde dort auch zum Nationalspieler.

### Pelé und Santos
Nach dem Ende seiner Präsidentschaft bei Bayern vertrat Endler über Jahre hinweg international die Interessen des damals wohl weltführenden brasilianischen Vereins FC Santos und erlaubte es dem Verein sein von Pelé angeführtes Starensemble, zu dem auch Spieler wie die zweifachen Weltmeister José Ely de Miranda "Zito", José Macia "Pepe" und Torwart Gilmar gehörten, zusammenzuhalten. Der FC Santos erkor ihn dafür im April 1964 zum Ehrenpräsidenten. Bald danach wurde er auch Ehrenbürger der Stadt Santos.
Bei zahlreichen weiteren Reisen nach Brasilien widmete er sich allerdings nicht nur seiner Fußball-Leidenschaft. In São Bernardo do Campo im Bundesstaat São Paulo begründete er eine Niederlassung seiner Firma. Im Rahmen seines breiten Engagements im Land sandte er zudem beispielsweise 1963 dem SC Corinthians Paulista, einem der drei großen Vereine der Stadt São Paulo, zwei Sportboote aus deutscher Produktion als Spende. Eines davon erhielt den Namen seiner Tochter, Eva. Endler wurde in jener Zeit in Brasilien als "Sportsman" geschätzt und war auch regelmäßig auf den Einladungslisten des nationalen Fußballverbandes CBD.
Früh entstand durch seinen Kontakt mit dem FC Santos auch eine Freundschaft mit Pelé. Als dieser im März 1966 seine erste Frau Rosemeri dos Reis Cholbi heiratete, wollte er ihm ein teures Geschenk machen, was Pelé aber ablehnte. Er widersetzte sich aber nicht der Einladung zu einer Hochzeitsreise durch Europa. Pelé wohnte dabei in Privathaus Endlers im Münchner Stadtteil Solln. Nach einem Ausflug zur Wieskirche verbrachte er noch einige Zeit in Endlers Haus in Garmisch-Partenkirchen. In seinem Oldsmobile chauffierte Endler das Brautpaar auch zu seinem Haus im italienischen Riccione. Auf Pelés Europareise, die ihn auch nach Österreich und Frankreich und auch zu einer Privataudienz bei Papst Paul VI. führte, wurde er vom Endler-Freund Helmuth Bendt, seinerzeit Sportjournalist beim ZDF, begleitet. Weitere Höhepunkte der Reise waren ein Besuch bei Endlers Fabrik in Neuss und ein von Endler vermitteltes Treffen mit dem deutschen Nationalspieler Willi Giesemann im Hamburger Hotel Atlantic, dem Pelé im Jahr zuvor bei einem Foul in einem Länderspiel in Rio de Janeiro das Schienbein brach.
Zu jener Zeit war Pelé als potentieller Leiter der brasilianischen Niederlassung der Firma Endlers angedacht. Daher reiste er im Dezember des Jahres erneut nach Deutschland um sich in Neuss mit Endlers Unternehmen vertraut zu machen. Es wurde dabei spekuliert, dass Pelé möglicherweise für einen beschränkten Zeitraum bei einem deutschen Verein spielen könnte. Borussia Mönchengladbach galt als einer der Favoriten, aber auch der 1. FC Köln soll seine Fühler ausgestreckt haben.
Es kam aber weder zu einem Gastspiel in der Bundesliga noch sollte Pelé, der seine Karriere 1977 bei New York Cosmos beenden sollte, zum Geschäftspartner werden. Roland Endler schenkte Pelé noch anlässlich seines tausendsten Tores, das er im November 1969 im Maracanã-Stadion erzielte, einen neuen himmelblauen Mercedes der Heckflossen-Serie.
2012 verursachte es weltweit Schlagzeilen, als Pelé in eine Talk-Runde des Fernsehsenders Sky90 verkündete, dass Roland Endler ihm einst ein Angebot unterbreitete, sich dem FC Bayern anzuschließen. "Ich hatte Angebote von Mailand, Madrid, aber das konkreteste Angebot war von Bayern. Der damalige Präsident Roland Endler hat mich direkt angesprochen: 'Wenn du nach München kommen willst, dann machen wir das.'" Aber "ich fühlte mich wohl in Brasilien. Ich wollte dort nicht weg", erklärte Pelé. Die brasilianische Fachzeitschrift Placar berichtete bereits in ihrer Ausgabe vom 3. Juli 1970 von diesem Angebot. Anzumerken ist, dass in jener Ära auch über abgelehnte vier Millionen Mark Transferangebote für Pelé spekuliert wurde.

### Ableben
Weitgehend vergessen verstarb Endler am 27. August 2003, zwei Monate nach seinem 90. Geburtstag, in München. Dem FC Bayern, dem er weiland die Existenz sicherte, war das eine Kurzmeldung, ohne Verweis auf Verdienste für den Verein, unter den "Nachrichten des Tages" auf seiner Website wert.

## Zitat
"Es ist einfach unvorstellbar, wie viele Klassespieler es in Brasilien gibt. Ich sah bei meinem Besuch in Südamerika in einer kleinen Stadt mitten im Urwald ein Spiel von zwei Mannschaften, deren Vereinsnamen in Europa überhaupt niemand kennt. Aber: Der letzte Mann jeder der beiden Mannschaften wäre in meiner Bayern-Mannschaft noch ein Star gewesen." Endler im Juli 1961.

## Auszeichnungen
- Ehrenbürger der Stadt Santos, São Paulo, Brasilien.
- Ehrenbürger der Technischen Universität München
- Ehrenpräsident des Santos FC
- Ehrenmitglied des Salzburger Fußballverbandes

Die Ehrenmitgliedschaft beim Salzburger Fußballverband wurde Endler 1959 zu Teil. Die Ehrenpräsidentschaft beim FC Santos wurde an Endler im April 1964 vergeben. Die Ehrenbürgerschaft der Stadt Santos erhielt er kurz darauf.